# Izatès III
Izatès III est un éphémère roi d'Adiabène ayant régné de 68 à environ 71 apr. J.-C. Il accède au pouvoir après la mort vers 68 de Monobaze II, probablement tué dans le courant de la première guerre judéo-romaine dans laquelle l'Adiabène et ses souverains ont joué une part active.
On ignore quasiment tout du règne d'Izatès III, qui ne semble pas avoir duré beaucoup plus que deux ans.

## L'Adiabène à l'époque d'Izatès III
Le cœur historique du royaume d'Adiabène est situé autour de la ville d'Arbèles (proche de l'actuelle Erbil en Irak, située entre le Grand Zab (Lycus, « loup ») et le Petit Zab (Caprus, « sanglier »), deux affluents du Tigre. C'est pour cela que cette région était aussi appelée « pays des deux Zab ». À l'époque d'Izatès III, l'Adiabène occupait une région de Mésopotamie entre l'empire Parthe et le royaume d'Arménie, qui correspondait à peu près au territoire des Kurdes aujourd'hui. Selon Strabon, ses villes principales étaient Arbèles et Ninive. Ammianus Marcellinus y ajoute Ecbatane et Gaugamèles. Des écrits de Flavius Josèphe, il ressort que l'Adiabène possédait aussi la région de Carrhes, la ville de Singara, la région autour de la ville de Nisibe (Mygdonie) et la région de la rivière Khabour (Chaboras).